# Orden de exterminio mormón

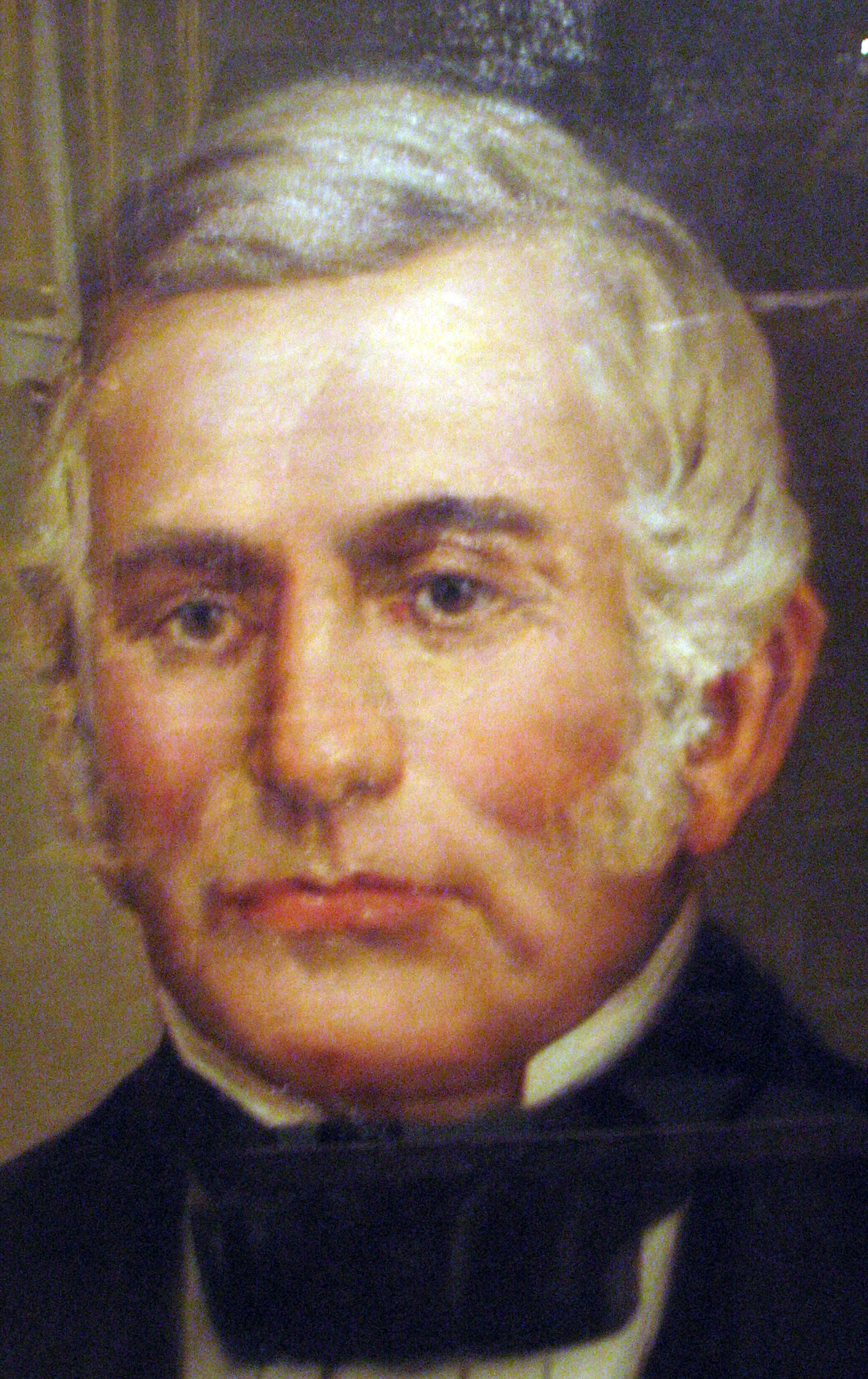
Lilburn Boggs, gobernador de Misuri

La orden ejecutiva 44 de Misuri (conocida como la orden de exterminio mormón) fue una orden ejecutiva estatal emitida por el gobernador de Misuri Lilburn Boggs el 27 de octubre de 1838, en respuesta a la batalla del río Crooked. El enfrentamiento se desencadenó cuando una unidad de la milicia estatal del condado de Ray detuvo a varios rehenes mormones del condado de Caldwell, y el posterior intento de los mormones de rescatarlos.
Basado en reportes exagerados de la batalla y rumores de planes militares de los mormones, Boggs afirmó que los mormones habían "hecho la guerra al pueblo de Misuri", y ordenó que "los mormones deben ser tratados como enemigos y deben ser exterminados, o expulsados del estado, si es necesario para la paz pública".

## Antecedentes
En 1830, un grupo de misioneros mormones fueron enviados al oeste de Misuri con el objetivo de hacer proselitismo entre los nativos americanos, y en 1831, comenzaron a establecerse permanentemente en el condado de Jackson. A medida que crecía el número de mormones en el área, surgieron tensiones entre los mormones y sus vecinos no mormones. Esto se debió en parte a la competencia económica y las diferencias religiosas, políticas y culturales entre los dos grupos.

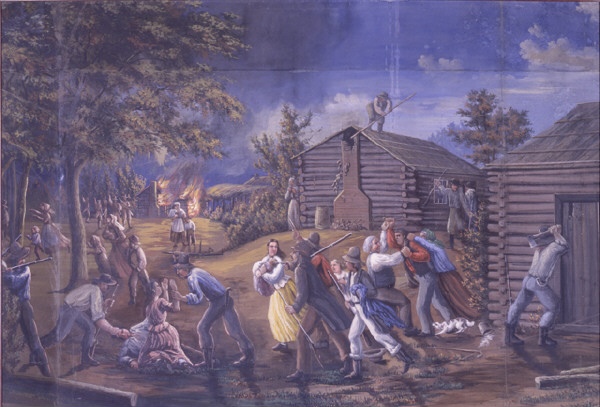
"Santos expulsados del condado de Jackson, Misuri" por CCA Christensen

En 1833, un manifiesto que acusaba a los mormones de interferir con la esclavitud provocó la destrucción de la imprenta mormona y el violento desalojo de los mormones del condado de Jackson. Tras su expulsión, se creó el condado de Caldwell en 1836 como un lugar de establecimiento mormón.En 1838, la sede de la iglesia se trasladó de Kirtland, Ohio a Far West en el condado de Caldwell. La expansión de la población mormona llevó a varios inmigrantes a establecerse en condados adyacentes, lo que provocó la ira entre aquellos que esperaban que los mormones de Misuri se confinaran al condado de Caldwell.
En otoño de 1838, estas tensiones escalaron hasta convertirse en un conflicto abierto, que culminó con el sitio del asentamiento mormón de DeWitt en el condado de Carroll, la expedición a Gallatin por parte de los danitas y la toma de rehenes mormones por parte del capitán Samuel Bogart y su unidad de milicia.
Un grupo armado mormón de la ciudad de Far West marchó hacia el campamento de la milicia en el río Crooked para rescatar a los rehenes, lo que provocó rumores de una invasión planificada a gran escala de Misuri que se extendió por el oeste del estado. Estos rumores aumentaron cuando los informes de la batalla del río Crooked llegaron a la capital en Jefferson City, con relatos exagerados de que los mormones supuestamente habían masacrado a la compañía de Bogart.Otros rumores hablaban de un ataque inminente a Richmond, capital del condado de Ray, aunque en realidad nunca se contempló tal ataque.

## Aplicación

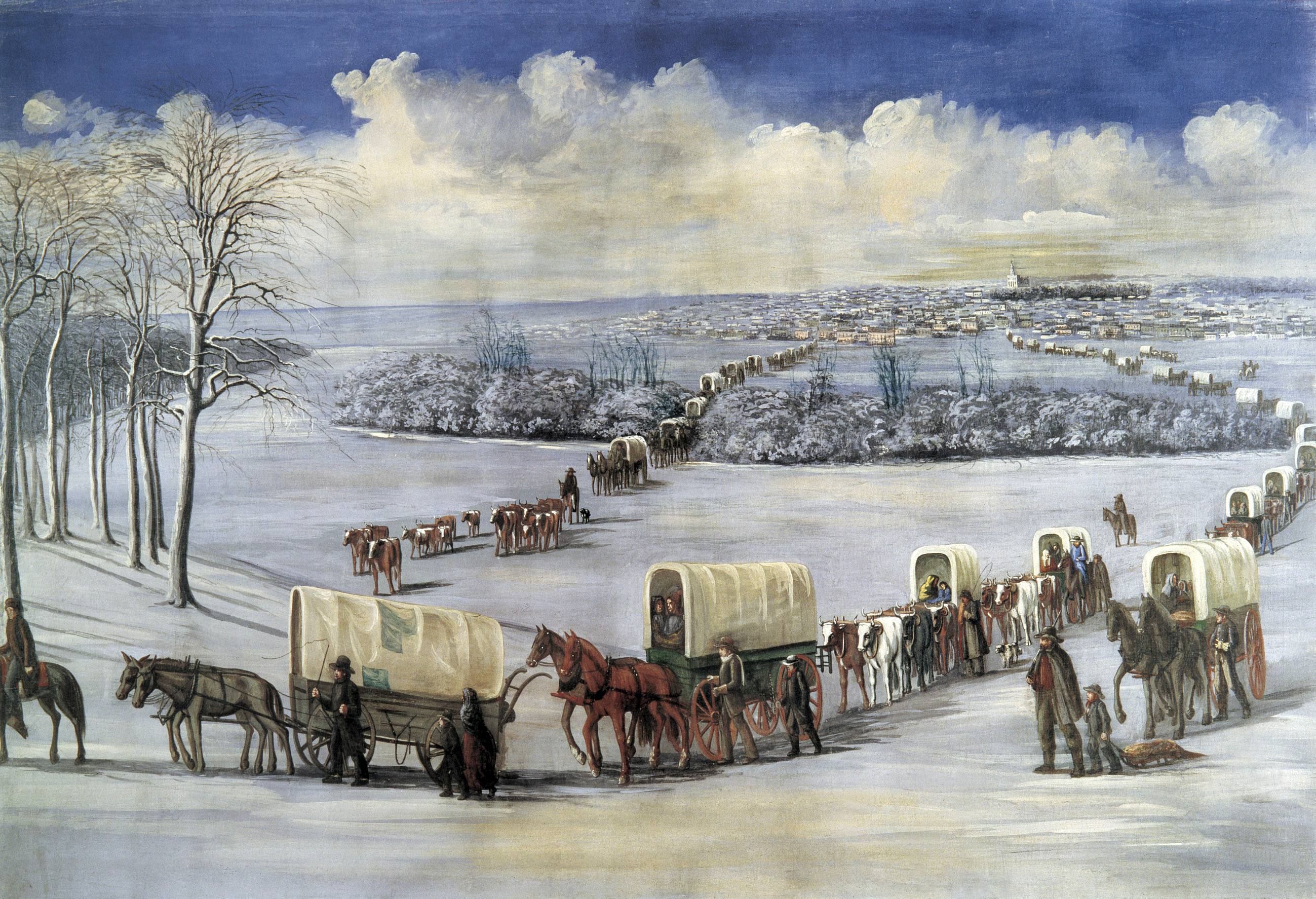
"Cruzando el Mississippi sobre el hielo" de CCA Christensen

El general Clark citó la Orden Ejecutiva 44 poco después de que los mormones se rindieran en Far West en noviembre de 1838, diciendo que se habría utilizado la violencia si hubieran decidido no rendirse. El general Clark declaró explícitamente que los mormones no debían esperar misericordia y que sus líderes no les serían devueltos. Clark declaró además:

No digo que os vayáis ahora, pero no debéis pensar en quedaros aquí otra temporada, ni en sembrar, porque en el momento en que lo hagáis, los ciudadanos se os echarán encima; y si se me vuelve a llamar aquí, en caso de incumplimiento, no penséis que haré lo que he hecho ahora.  No esperéis piedad, sino exterminio, pues estoy decidido a que se ejecuten las órdenes del gobernador.  En cuanto a vuestros líderes, no penséis, no imaginéis ni por un momento, no dejéis que se os pase por la cabeza que serán liberados y devueltos de nuevo a vosotros, porque su destino está fijado, su suerte está echada, su perdición sellada.

Dadas las recientes actividades que involucraron a otros miembros de la milicia estatal, los mormones tenían razones válidas para tomar en serio estas amenazas. En consecuencia, aproximadamente 15 000 mormones huyeron rápidamente a Illinois, soportando las duras condiciones invernales.

## Secuelas
Los mormones del condado de Caldwell, como parte de su acuerdo de rendición, cedieron todas sus propiedades para pagar los gastos de la campaña contra ellos; aunque más tarde este acto fue considerado ilegal,  les quedó claro que salir del estado era la única opción que los funcionarios estatales iban a permitir. A su llegada a Far West, el general Clark pronunció el siguiente discurso a los mormones ahora cautivos en el que invocó directamente la Orden 44:

La orden del gobernador para mí, fue que ustedes debían ser exterminados, y que no se les permitiera permanecer en el estado; y si sus líderes no hubieran sido entregados, y los términos de este tratado cumplidos, sus familias habrían sido destruidas, y sus casas convertidas en cenizas.  Hay un poder discrecional en mis manos, que en relación con sus circunstancias voy a ejercer por una temporada ...

El gobernador Boggs fue vituperado en partes de la prensa de Misuri, así como en la de los estados vecinos, por su acción al emitir esta orden. El general David Atchison, un legislador y general en la milicia de Missouri que se había negado a participar en las operaciones, exigió que la Legislatura expresara formalmente su opinión sobre la orden del Gobernador Boggs, porque "él no viviría en ningún estado donde se le diera tal autoridad."  Aunque su propuesta y otras similares fracasaron, el propio gobernador Boggs vio destruida su prometedora carrera política hasta el punto de que, en las siguientes elecciones, su propio partido se mostró reacio a asociarse con él.Después de sobrevivir a un intento de asesinato en 1842, el gobernador Boggs finalmente emigró a California, donde murió en relativa oscuridad en el Valle de Napa en 1860.

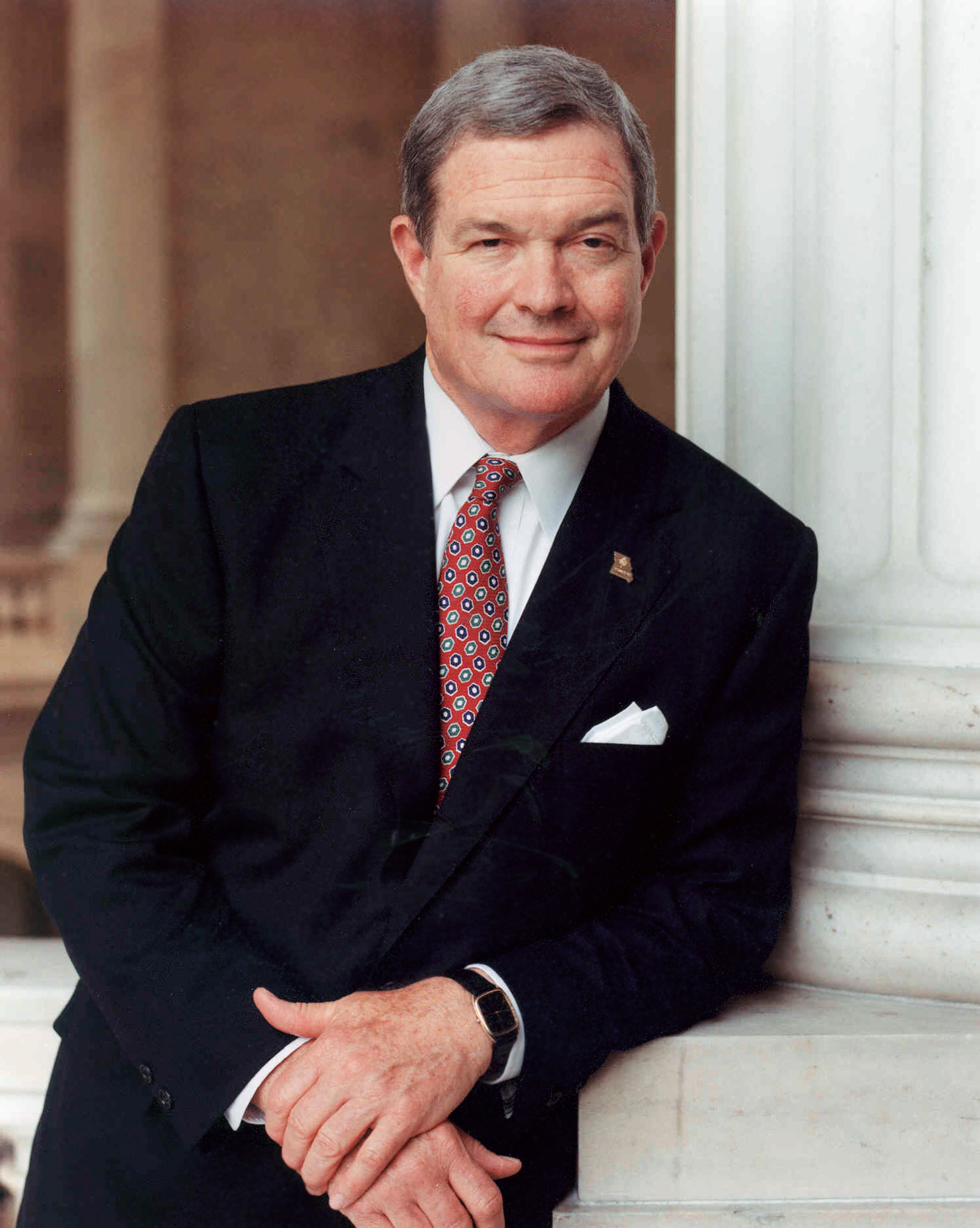
Kit Bond, el gobernador que rescindió la orden de exterminio mormón

A finales de 1975, el presidente Lyman F. Edwards de la estaca Far West de la Iglesia Reorganizada de Jesucristo de los Santos de los Últimos Días, invitó al entonces gobernador de Missouri, Kit Bond, a participar en la conferencia anual de la estaca del 25 de junio de 1976 como gesto de buena voluntad, por el Bicentenario de Estados Unidos. Como parte de su discurso en esa conferencia, 137 años después de haber sido firmada y citando su naturaleza inconstitucional, el Gobernador Bond rescindió la orden de Boggs. 